# Stade du Hainaut
Stade du Hainaut er et stadion i Valenciennes, Frankrig. Det er hjemmebane for det franske fodboldhold Valenciennes FC.
Nogle af kampene ved VM i fodbold for kvinder 2019, spilles på stadionen.